# Tzuf Ben Moshe
Tzuf Ben Moshe (in ebraico צוף בן משה‎?; Be'er Ya'akov, 31 luglio 1997) è un cestista israeliano. Gioca nei ruoli di tiratore e ala piccola nella città di Nes Ziona.